# Péter Lukács
 Péter Lukács (* 9. Juli 1950 in Budapest) ist ein ungarischer Schach-Großmeister.

## Leben
Lukács wurde 1976 Internationaler Meister und 1986 Großmeister. Er gehörte in den 1970er und 1980er Jahren zu den stärksten ungarischen Spielern, wurde 1980 Landesmeister bei den ungarischen Schachmeisterschaften. Damit qualifizierte er sich für das Zonenturnier in Băile Herculane (1982), wo er den geteilten vierten Platz erreichte.
Lukács siegte oder belegte vordere Plätze in mehreren Turnieren: I. Platz in Pernik (1976), I. Platz in Helsinki (1983), I-II. Platz in Vrnjačka Banja (1985), I-II. Platz in Polanica-Zdrój (1986), I. Platz in Budapest (1987), I-II. Platz in Miskolc (1990), I. Platz in Montpellier (1991), I-II. Platz in Kecskemét (1991) und zweimal I-II. Platz in Budapest (1994, 1999).
Lukács’ Elo-Zahl beträgt 2404 (Stand: Oktober 2014), er wird jedoch als inaktiv geführt, da er seit der ungarischen Mannschaftsmeisterschaft 2010/11 keine gewertete Partie mehr gespielt hat. Seine beste Elo-Zahl betrug 2520 im Juli 1987 und Juli 1997.

## Nationalmannschaft
Lukács nahm mit der ungarischen Nationalmannschaft an der Mannschaftsweltmeisterschaft 1989 sowie den Mannschaftseuropameisterschaften 1977, 1980 und 1992 teil. Mit der Mannschaft erreichte er 1977 in Moskau und 1980 in Skara den zweiten Platz.

## Vereine
In Ungarn spielte Lukács in den 1970er und 1980er Jahren für Spartacus Budapest, mit dem er 1982 den European Club Cup gewann. Später spielte er bis 2002 sowie erneut von 2004 bis 2007 für PMSE Antenna Hung (ab 2005 Postás MATÁV Sport Egyesület), in der Saison 2002/03 für Gödöllői Sakkbarátok Egyesülete, von 2007 bis 2009 für den MTK Budapest, in der Saison 2009/10 für Makói Spartacus Vasas Sportegyesület und in der Saison 2010/11 für Szombathelyi MÁV Haladás VSE.
In Deutschland spielte Lukács in den 1990er Jahren für den Lübecker SV in der 2. Bundesliga, in der österreichischen Staatsliga A spielte er von 1993 bis 2001 für den 1. Wiener Neustädter SV.